# Herrin, Nord

Herrin este o comună în departamentul Nord, Franța. În 1 ianuarie 2022 avea o populație de 426 de locuitori.